# Adolphus FitzClarence
Adolphus FitzClarence, (18 février 1802 – 17 mai 1856) est un officier de marine britannique.

## Biographie
FitzClarence est né à Bushy House (Middlesex), et était un enfant illégitime du roi Guillaume IV et sa maîtresse, Dorothea Jordan. Il a fréquenté un pensionnat en Sunbury-on-Thames avant d'être envoyé en mer à l'âge de onze ans, en 1813, à bord de l'Imprenable. Par la suite, il a servi comme un aspirant de marine à bord du Newcastle basé en Amérique du Nord, puis plus tard dans la mer Méditerranée. A la réception de sa commission de lieutenant en avril 1821, il a été transféré sur l'Euryalus et après avoir été promu au grade de commandant en mai 1823, il a servi à bord du Brisk et du Redwing (en) en Mer du Nord. Lorsqu'il est promu capitaine en décembre 1824, il commande l'Ariane (en) en 1826, le Challenger (en), en 1827, et le Pallas, en 1828.
Quand son père devient roi en 1830, il prend le commandement du Yacht Royal, Royal George (en). Son père lui accorde également comme à ses frères et sœurs, le rang de l'un des plus jeunes fils/fille d'un marquis en 1831, lui permettant de mettre préfixe Lord avant son nom. Il est fait chevalier de l'année suivante. Il est également nommé valet de la garde-robe en 1830, et un Lord de la Chambre à coucher en 1833.
À la mort de son père et de l'avènement de sa cousine Victoria en 1837, FitzClarence conserve le commandement du Yacht royal (jusqu'à ce qu'il soit promu contre-amiral en 1853). En 1848, il devient également un aide de camp de la reine, et conserve cette place jusqu'à sa mort, à Newburgh Prieuré en 1856.
Il est inhumé dans le chœur de l'Église Saint-michel, Coxwold.